# Římskokatolická farnost Liptál
Římskokatolická farnost Liptál je územní společenství římských katolíků s farním kostelem svatého Michaela archanděla v děkanátu Vsetín. 

## Historie farnosti
První písemná zmínka o obci pochází z roku 1361, kdy až papežský dvůr v Avignonu jmenoval rozhodčí komisi, která řešila spor mezi vizovickým klášterem a Šternberky. Obec spadala pod vsetínské panství.
Samostatným panství se Liptál stal roku 1666.

## Duchovní správci
Do června 2025 byl administrátorem excurrendo R. D. Mgr. Zdeněk Mlčoch. Od července téhož roku jej vystřídal R. D. Mgr. Tomasz Żurek.      

## Bohoslužby
| Kostel                      | Místo  | Bohoslužba (den) | Hodina      | Poznámka     |
| --------------------------- | ------ | ---------------- | ----------- | ------------ |
| svatého Michaela archanděla | Liptál | neděle čtvrtek   | 10.00 16.30 | farní kostel |

## Aktivity ve farnosti
Na území farnosti se pravidelně pořádá tříkrálová sbírka. V roce 2017 se při ní v Liptálu vybralo 30 528 korun, ve Lhotě 16 665 korun. 